# Druckbehälterverordnung
Die Druckbehälterverordnung (DruckbehV) war eine deutsche Rechtsverordnung. Inhalt der Verordnung waren Anforderungen für die Errichtung und den Betrieb von Druckbehältern, Druckgasbehältern, Füllanlagen und Rohrleitungen sowie für deren Ausrüstungsteile.
Sie wurde im Detail durch technische Regeln ergänzt:
- TRB Technische Regeln zur Druckbehälterverordnung – Druckbehälter
- TRR Technische Regeln zur Druckbehälterverordnung – Rohrleitungen

Die in der Druckbehälterverordnung enthaltenen Regelungen wurden im Zuge einer Neuordnung (Trennung von Beschaffenheitsvorschriften und Betriebsvorschriften) auf Grund der europäischen Druckgeräterichtlinie harmonisiert und in die Betriebssicherheitsverordnung überführt.
Zum 1. Januar 2003 wurde die DruckbehV aufgehoben.